# 阿拉斑
阿拉斑是冥王星暗黑色指節套環系列中最小的一節。它的名稱源自伊博族地府最重要的神阿拉（[àlà]）。

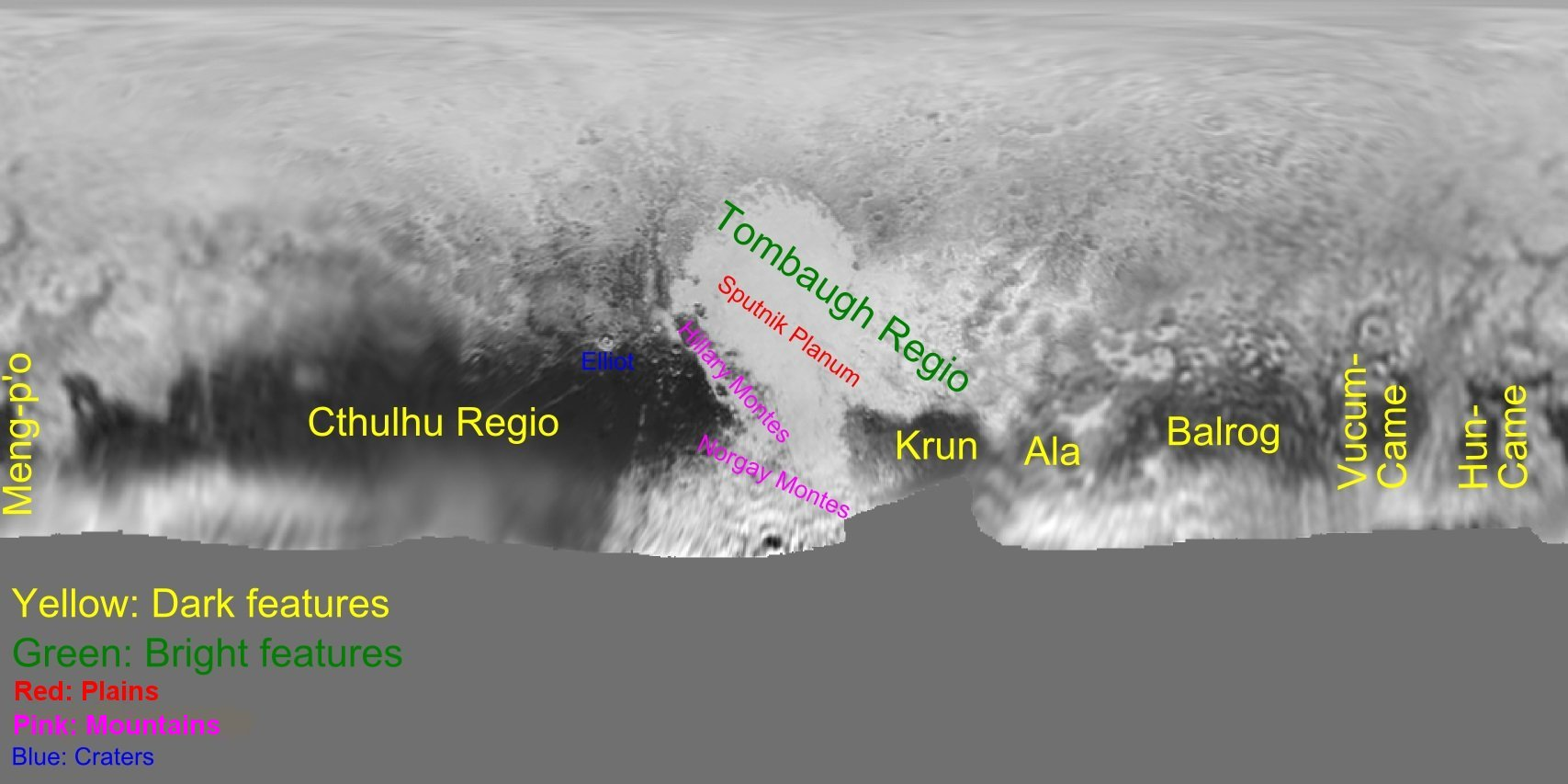
克蘇魯區和"指節套環"。阿拉斑就是位於中央東邊的一個小暗區，在明亮的湯博區東葉的東南方。

## 註解
1. ↑  英語發音接近/ˈælə/